# Station IJmuiden Casembrootstraat
Station IJmuiden Casembrootstraat (geografische verkorting: IJmc), bij opening Velseroord geheten, was een station aan de IJmondlijn.

## Geschiedenis
Het station werd op 15 mei 1927 geopend, nadat de IJmondlijn was geëlektrificeerd. Het station bestond uit twee perrons, waarbij op het eerste een klein gebouw met loket voor kaartverkoop en een wachtruimte stonden. Rond 1970 werd de kaartverkoop op de meeste stations van de IJmondlijn gestaakt en moesten reizigers bij de conducteur een kaartje kopen. Hierop werd het loketgebouw afgebroken en de wachtruimte vervangen door een simpele abri. Het station werd met de opheffing van het personenvervoer op de IJmondlijn op 25 september 1983 gesloten. 
Lovers Rail reed tussen 1996 en 1998 met zijn Kennemerstrand Expres weer op de IJmondlijn, maar op station Casembrootstraat werd niet gestopt. In 1999 werd de IJmondlijn in zijn geheel gesloten. Van het station bleven het resterende spoor, de perrons en abri nog jarenlang staan. In 2014 werd op het spoortraject langs het Noordzeekanaal een geasfalteerd voetpad aangelegd. Hierbij bleef IJmuiden Casembrootstraat als enige station van de IJmondlijn bewaard. Het station werd opgeknapt met een gerenoveerd perron, bankjes en boompjes, en heeft een recreatieve bestemming.

## Galerij

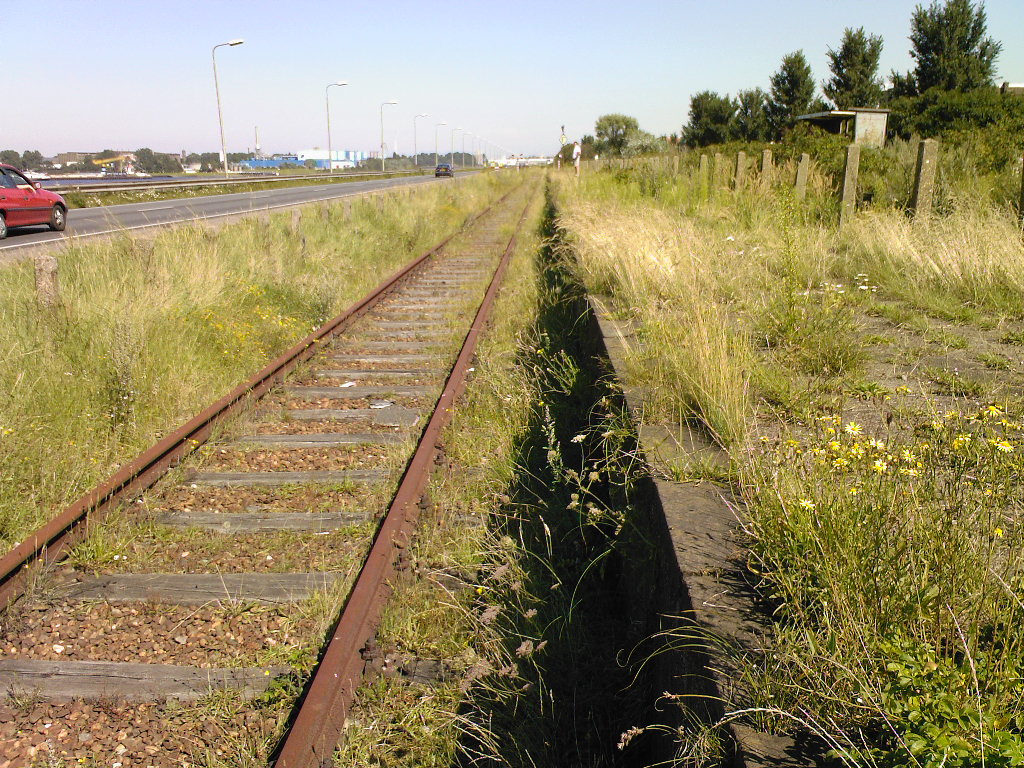
Het station (2007)
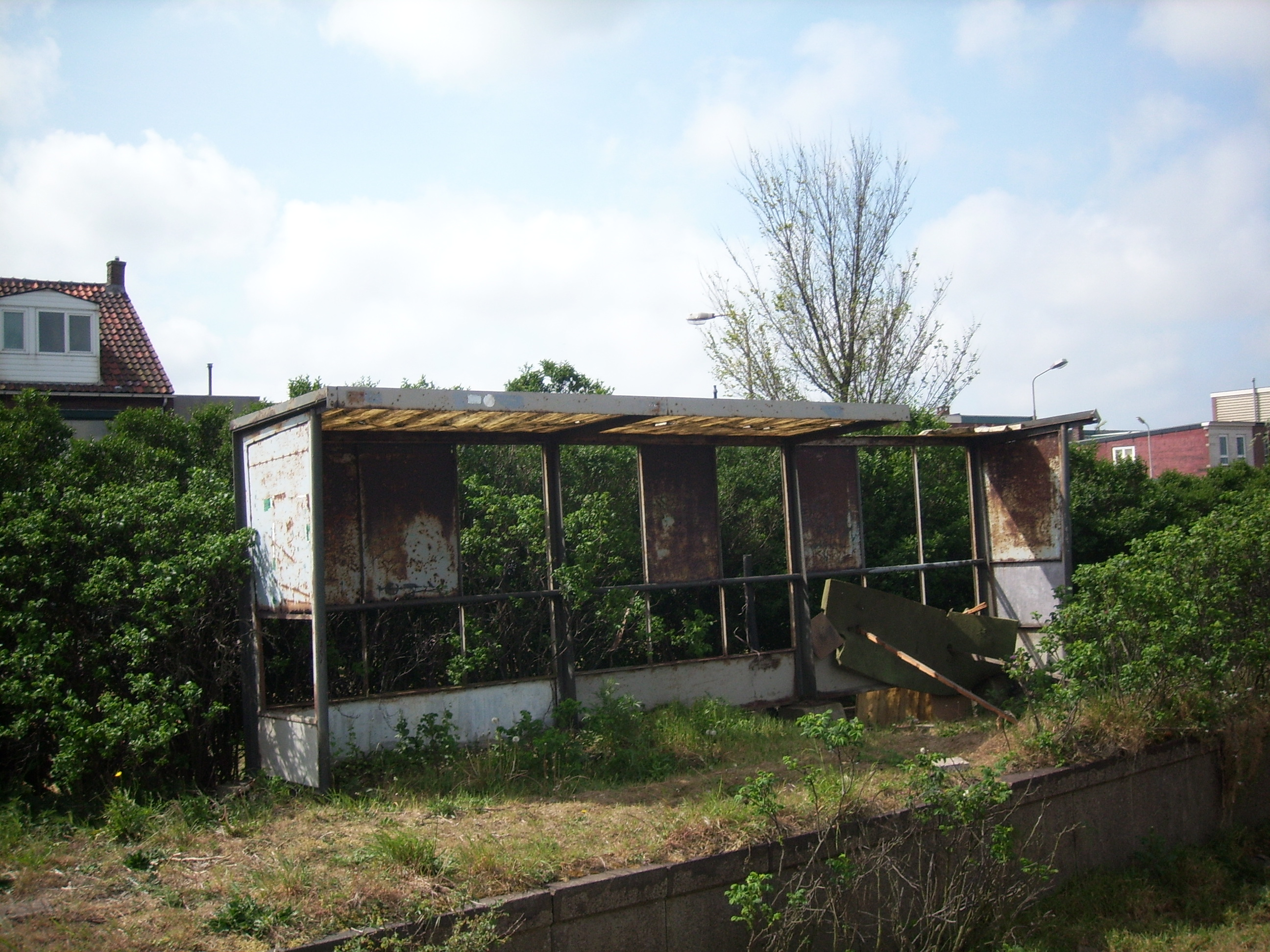
De abri (2007)
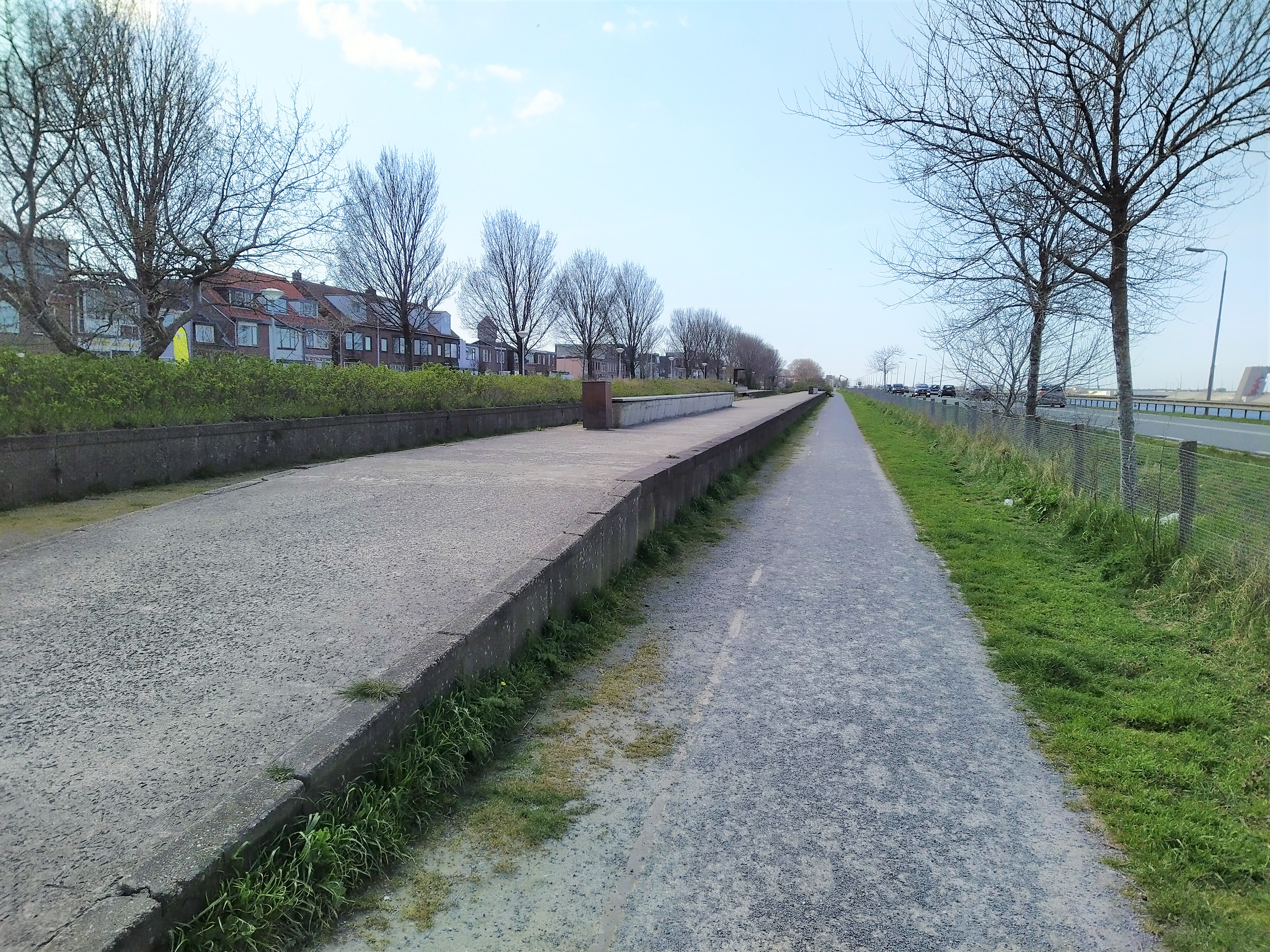
Gerenoveerd perron langs voetpad op voormalige spoorbedding (2021)